# Billy Crystal
William Edward "Billy" Crystal (sinh 14 tháng 3 năm 1948) là một diễn viên, nhà văn, nhà sản xuất, đạo diễn, diễn viên hài và ngườii dẫn chương trình truyền hình Mỹ. Ông trở nên nổi tiếng vào những năm 1970 khi vào vai Jodie Dallas trên sitcom Soap ABC và trở thành một ngôi sao điện ảnh Hollywood trong thời gian cuối những năm 1980 và 1990, xuất hiện trong những thành công quan trọng 
When Harry Met Sally... (1989), City Slickers (1991), và Analyze This (1999) When Harry Met Sally... và lồng tiếng của Mike Wazowski trong loạt phim Monsters, Inc.
Ông đã tổ chức lễ trao giải Oscar 9 lần, bắt đầu từ năm 1990 và gần đây nhất là vào năm 2012.